# Benincaseae
Benincaseae es una tribu de plantas de la familia Cucurbitaceae. El género tipo es: Benincasa Savi, con los siguientes géneros:

## Géneros
- Acanthosicyos Welw. ex Benth. & Hook. f. ~ Citrullus Schrad.
- Acanthosicyus Post & Kuntze, orth. var. = Acanthosicyos Welw. ex Benth. & Hook. f.
- Adenopus Benth. = Lagenaria Ser.
- Allagosperma M. Roem. = Melothria L.
- Alternasemina Silva Manso = Melothria L.
- Anangia W. J. de Wilde & Duyfjes = Zehneria Endl.
- Anguria Mill. = Citrullus Schrad.
- Benincasa Savi
- Blastania Kotschy & Peyr.
- Borneosicyos W. J. de Wilde
- Camolenga Post & Kuntze = Benincasa Savi
- Cephalandra Schrad. = Coccinia Wight & Arn.
- Cephalopentandra Chiov.
- Citrullus Schrad.
- Cladosicyos Hook. f. = Melothria L.
- Coccinia Wight & Arn.
- Colocynthis Mill. = Citrullus Schrad.
- Corynosicyos F. Muell., nom. inval. = Melothria L.
- Ctenolepis Hook. f. = Blastania Kotschy & Peyr.
- Ctenopsis Naudin = Blastania Kotschy & Peyr.
- Cucumella Chiov. = Cucumis L.
- Cucumeropsis Naudin =~ Melothria L.
- Cucumis L.
- Cucurbitula (M. Roem.) Post & Kuntze = Zehneria Endl.
- Dactyliandra (Hook. f.) Hook. f.
- Dicaelosperma E. G. O. Müll. & Pax, orth. var. = Cucumis L.
- Dicaelospermum C. B. Clarke, orth. var. = Cucumis L.
- Diclidostigma Kunze = Melothria L.
- Dicoelospermum C. B. Clarke = Cucumis L.
- Diplocyclos (Endl.) Post & Kuntze
- Diplocyclus Post & Kuntze, orth. var. = Diplocyclos (Endl.) Post & Kuntze
- Harlandia Hance = Solena Lour.
- Heterosicyos Welw. ex Benth. & Hook. f. = Trochomeria Hook. f.
- Heterosicyus Post & Kuntze, orth. var. = Trochomeria Hook. f.
- Hymenosicyos Chiov. = Cucumis L.
- Ilocania Merr. = Diplocyclos (Endl.) Post & Kuntze
- Indomelothria W. J. de Wilde & Duyfjes ~ Zehneria Endl.
- Juchia M. Roem. = Solena Lour.
- Karivia Arn. = Solena Lour.
- Khmeriosicyos W. J. de Wilde & Duyfjes
- Lagenaria Ser.
- Landersia Macfad.= Melothria L.
- Lemurosicyos Keraudren
- Melancium Naudin =~ Melothria L.
- Melo Mill. = Cucumis L.
- Melothria L.
- Muellerargia Cogn.
- Mukia Arn. = Cucumis L.
- Myrmecosicyos C. Jeffrey = Cucumis L.
- Neoachmandra W. J. de Wilde & Duyfjes =~ Zehneria Endl.
- Oreosyce Hook. f. = Cucumis L.
- Papuasicyos Duyfjes
- Peponia Naudin = Peponium Engl.
- Peponiella Kuntze = Peponium Engl.
- Peponium Engl.
- Physedra Hook. f. = Coccinia Wight & Arn.
- Pilogyne Eckl. ex Schrad. = Zehneria Endl.
- Posadaea Cogn. =~ Melothria L.
- Praecitrullus Pangalo =~ Benincasa Savi
- Raphidiocystis Hook. f.
- Ruthalicia C. Jeffrey
- Scopella W. J. de Wilde & Duyfjes = Scopellaria W. J. de Wilde & Duyfjes
- Scopellaria W. J. de Wilde & Duyfjes
- Solena Lour.
- Sphaerosicyos Hook. f. = Lagenaria Ser.
- Staphylosyce Hook. f. = Coccinia Wight & Arn.
- Trochomeria Hook. f.
- Urceodiscus W. J. de Wilde & Duyfjes = Papuasicyos Duyfjes
- Zehneria Endl.
- Zombitsia Keraudren = Blastania Kotschy & Peyr.